# Chris Overton
Chris Overton (Cannock, 1989) è un regista e attore britannico, meglio conosciuto per il suo film, The Silent Child, per il quale ha ricevuto il plauso della critica e ha vinto l'Oscar per il miglior cortometraggio.

## Filmografia

### Regista

#### Cortometraggi
- Deaf Not Stupid - documentario (2016)
- The Silent Child (2017)

### Attore
- A Glimpse - Short film (2019)

#### Cinema
- Il fantasma dell'Opera (The Phantom of the Opera), regia di Joel Schumacher (2004)
- Oliver Twist, regia di Roman Polański (2005)
- Pride, regia di Matthew Warchus (2014)